# Dysoxylum nutans
Dysoxylum nutans là một loài thực vật có hoa trong họ Meliaceae. Loài này được (Blume) Miq. mô tả khoa học đầu tiên năm 1868.